# Печатно писмо
Печатно писмо (упрош: 篆书; трад: 篆書; пин: zhuànshū) је древни стил кинеске калиграфије. Природно се развило из писма Џоу династије (види бронзано писмо), и настало у Зараћеној држави Ћин. Печатно писмо је постало стандардизовано и усвојено као формално писмо за сву Кину у Ћин династији, те је и даље било нашироко кориштено за декоративно резбарство и печате у династији Хан. Отад, претежна употреба је у печатима, стога има тај назив. Буквалан превод свог кинеског имена 篆书 (zhuànshū) је украсно резбаријско писмо, јер у време када је то име постало у Хан династији, улога је била сведена на декоративни напис него као главно писмо за свакодневне употребе.

## Врста печатних писма
Назив печатно писмо се односи на велико печатно писмо (кин: 大篆; пин: dàzhuàn; daiten ), и мало печатно писмо (кин: 小篆; пин: xiǎozhuàn; јапански: shōten) задњи се такође назива једноставно печатно писмо. Велико печатно писмо је првобитно обраћање за каснији, нејасни Хан династијски назив за писање у Ћин династији слични али ранији од малог печатног писма. Назив такође је био кориштен за именовање западних Жоу облика или чак писмо пророчанских костима. Будући да је појам непрецизан, који се нејасно односи на било које специфично историјско писмо и не користи се за било коју општу сагласност у смислу, савремени књижевници имају тенденцију да избегавају тај назив. Када се односе на печатно писмо, обично значи (мало) печатно писмо од система Ћин династије, то јест, порекло које се развило у држави Ћин током прољећа и јесени у периоду Зараћених Држава који су стандардизовани под Првим Царом.